# Jean Pagus
Jean Pagus ou Jean Le Page (ou Johannes Pagus, Johannes Pagesius, Johannes Pagi, en italien Giovanni Pago, en anglais John Pagus) est un magister artium, magister theologiae, philosophe scolastique français de l'université de Paris dans le second quart du XIIIe siècle, considéré comme un des premiers logiciens de la faculté des arts de Paris.

## Écrits
- Appellationes
- Commentary on the Sentences
- Rationes super Predicamenta Aristotelis
- Sicut dicit philosophus
- Scriptum super librum Porphirii
- Syncategoremata